# Eternal Blue
Eternal Blue è il primo album in studio del gruppo musicale canadese Spiritbox, pubblicato il 17 settembre 2021 dalla Pale Chord e dalla Rise Records.

## Tracce
Testi di Courtney LaPlante, musiche degli Spiritbox e di Daniel Braunstein.
1. Sun Killer – 3:47
2. Hurt You – 3:46
3. Yellowjacket (feat. Sam Carter) – 3:18
4. The Summit – 3:57
5. Secret Garden – 3:39
6. Silk in the Strings – 2:57
7. Holy Roller – 2:53
8. Eternal Blue – 3:59
9. We Live in a Strange World – 2:48
10. Halcyon – 3:40
11. Circle with Me – 3:53
12. Constance – 4:30

## Formazione
Hanno partecipato alle registrazioni, secondo le note di copertina:
Gruppo
- Courtney LaPlante – voce
- Michael Stringer – chitarra, basso, batteria, cori (tracce 2, 3, 6 e 11)
- Bill Crook – cori (tracce 2-5, 9-12)
- Zev Rosenberg – batteria

Altri musicisti
- Daniel Braunstein – batteria
- Sam Carter – voce (traccia 3)

Produzione
- Daniel Braunstein – produzione, ingegneria del suono, missaggio
- Michael Stringer – coproduzione
- Jens Bogren – mastering
- Kevin Moore – direzione artistica, design

## Classifiche
| Classifica (2021)          | Posizione massima |
| -------------------------- | ----------------- |
| Australia                  | 8                 |
| Austria                    | 40                |
| Belgio (Fiandre)           | 144               |
| Canada                     | 17                |
| Finlandia                  | 40                |
| Germania                   | 17                |
| Regno Unito                | 19                |
| Regno Unito (independent)  | 2                 |
| Regno Unito (rock & metal) | 2                 |
| Stati Uniti                | 13                |
| Stati Uniti (hard rock)    | 1                 |
| Stati Uniti (independent)  | 2                 |
| Stati Uniti (rock)         | 1                 |
| Svizzera                   | 50                |